# عين دو
عين دو (بالفارسية: عین دو) هي منطقة سكنية وتقع في إيران في قسم إسماعيلية الريفي. يقدر عدد سكانها بـ 14,226 نسمة .